# Negoro-ji

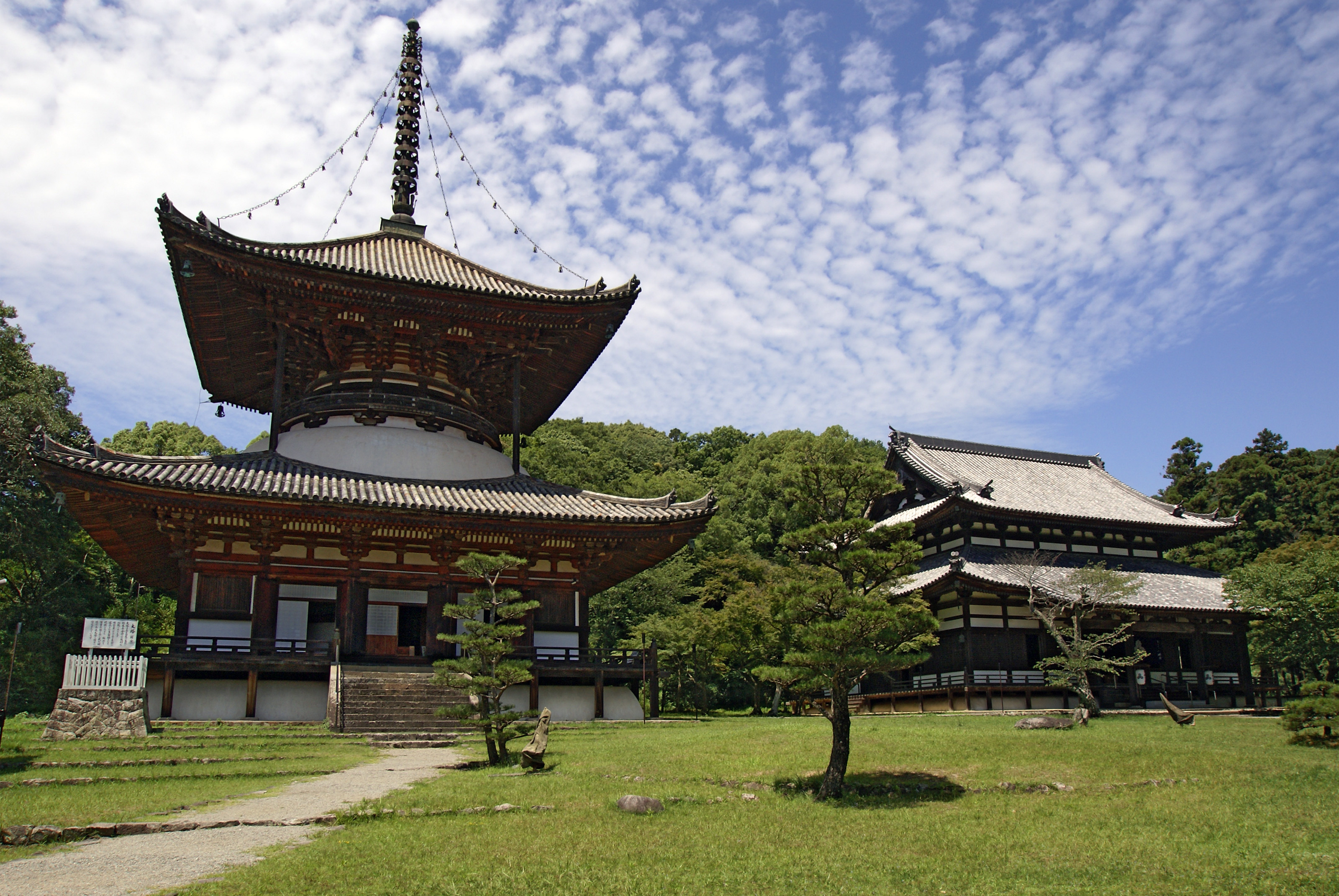
Templi di Negoro-ji

I Negoro-j (根来寺?) sono un complesso di templi buddisti situati attorno alle montagne sacre di Katsuragi che dominano l'orizzonte dell'estremità settentrionale della città di Iwade in Giappone.

## Storia
Nel 1087 En no Gyōja stabilì quest'area come centro per la promozione del buddismo. Hōfuku-ji, come fu originariamente chiamato il primo tempio, fu costruito con il contributo di un devoto noto come Hōfuku-Chōja che viveva nelle vicinanze.
Nel 1132 l'ex-imperatore Toba donò questo tempio, assieme alle strutture vicine, al famoso sommo sacerdote Kōgyō-Daishi; questa nuova tenuta si chiamò Ichijō-zan Daidenpon Negoro-ji. Kōgyō-Daishi, ampiamente riconosciuto come il restauratore della setta Shingon del Buddhismo, si trasferì qui con i suoi allievi dal Monte Kōya. Dopo essersi stabilito a Negoro-ji, Kōgyō-Daishi espose i suoi piani lungimiranti e iniziò la costruzione dei templi Enmyō-ji e Jingū-ji nelle vicinanze del tempio Negoro-ji. Anche dopo la sua morte, nel 1143, il complesso del Negoro-ji continuò ad essere influente e prospero come seminario per la setta Shingi del buddhismo Shingon per circa 200 anni. Durante l'apice della sua influenza, verso la fine del periodo Muromachi, circa 2.700 templi sorgevano sul fianco della montagna negli ampi terreni del Negoro-ji.
Nel 1585, gli edifici (tranne la pagoda principale e pochi altri) furono bruciati durante l'assedio del Negoro-ji da Toyotomi Hideyoshi. Temeva il crescente potere militare del sacerdozio e dei negoro-gumi (monaci guerrieri del tempio) che erano abili nell'uso delle armi da fuoco.
Nel 1623, il capo del ramo Kii del clan Tokugawa, Tokugawa Yorinobu, iniziò la ricostruzione dei terreni del tempio. Attraverso ricostruzioni che durarono molti decenni durante il periodo Edo, il Negoro-ji fu completamente trasformato.